# Pronswell Fernández
Pronswell Starley Fernández Schoonewolff (Caracas, Venezuela; 3 de abril del 2000) es un futbolista venezolano que juega como defensa en Metropolitanos Fútbol Club B de la Tercera División de Venezuela.

## Trayectoria

### Deportivo la Guaira
Se formó en las categorías inferiores de dicho club. Gracias a sus buenas impresiones en ellas, para el año 2017 participó en el Campeonato Sudamericano Sub-17, en donde jugó 2 partidos, luego de ello para el Torneo Clausura 2017 en la jornada 5 Fernández recibió su primera convocatoria en el primer equipo ante el Atlético Venezuela, aunque no pudo debutar, pero pese a no haber debutado en la Primera División de Venezuela es un jugador fijo en la filial el Deportivo La Guaira B de la Tercera División de Venezuela, en donde suma minutos constantemente.

## Selección nacional

### Campeonato Sudamericano Sub-17
| Sudamericano Sub-17 | Sede  | Resultado    | Partidos | Goles | Asistencias |
| ------------------- | ----- | ------------ | -------- | ----- | ----------- |
| Sudamericano 2017   | Chile | Quinto lugar | 2        |       |             |

## Clubes
| Club                | País      | Año        | Partidos | Goles |
| ------------------- | --------- | ---------- | -------- | ----- |
| Deportivo la Guaira | Venezuela | 2017 - Act |          |       |